# Botoš
Botoš (izvirno srbsko Ботош; madžarsko Bótos, romunsko Boka, nemško Botosch) je naselje v Srbiji, ki upravno spada pod Občino Zrenjanin; slednja pa je del Srednjebanatskega upravnega okraja.

## Demografija
V naselju, katerega izvirno (srbsko-cirilično) ime je Ботош, živi 1698 polnoletnih prebivalcev, pri čemer je njihova povprečna starost 40,9 let (38,4 pri moških in 43,5 pri ženskah). Naselje ima 750 gospodinjstev, pri čemer je povprečno število članov na gospodinjstvo 2,86.
To naselje je, glede na rezultate popisa iz leta 2002, v glavnem srbsko, a v času zadnjih treh popisov je opazno zmanjšanje števila prebivalcev.
|  |

| Demografija | Demografija     | Demografija     |
| Leto        | Št. prebivalcev | Št. prebivalcev |
| ----------- | --------------- | --------------- |
|             |                 |                 |
|             |                 |                 |
|             |                 |                 |
|             |                 |                 |
| 1948        | 3019            |                 |
| 1953        | 3198            |                 |
| 1961        | 3305            |                 |
| 1971        | 2820            |                 |
| 1981        | 2569            |                 |
| 1991        | 2436            | 2349            |
| 2002        | 2206            | 2148            |
|             |                 |                 |

| Etnična sestava po popisu iz leta 2002 | Etnična sestava po popisu iz leta 2002 | Etnična sestava po popisu iz leta 2002 | Etnična sestava po popisu iz leta 2002 | Etnična sestava po popisu iz leta 2002 |
| -------------------------------------- | -------------------------------------- | -------------------------------------- | -------------------------------------- | -------------------------------------- |
| Srbi                                   | Srbi                                   |                                        | 1.921                                  | 89,43%                                 |
| Romi                                   | Romi                                   |                                        | 109                                    | 5,07%                                  |
| Madžari                                | Madžari                                |                                        | 52                                     | 2,42%                                  |
| Romuni                                 | Romuni                                 |                                        | 23                                     | 1,07%                                  |
| Jugoslovani                            | Jugoslovani                            |                                        | 12                                     | 0,55%                                  |
| Hrvati                                 | Hrvati                                 |                                        | 6                                      | 0,27%                                  |
| Slovaki                                | Slovaki                                |                                        | 5                                      | 0,23%                                  |
| Nemci                                  | Nemci                                  |                                        | 5                                      | 0,23%                                  |
| Neznano                                | Neznano                                |                                        | 2                                      | 0,09%                                  |